# Dellys

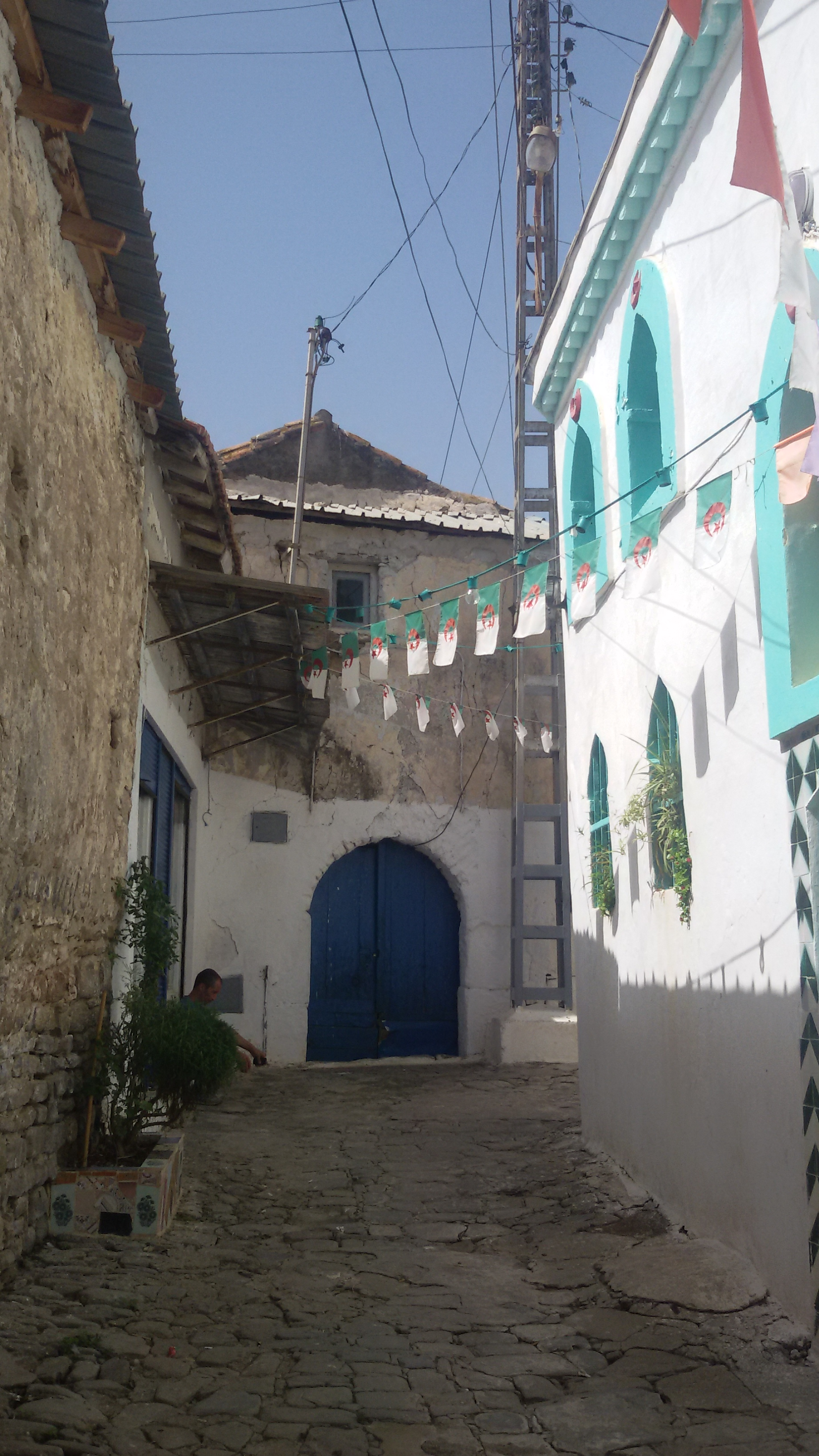
Dellys

Dellys è un comune dell'Algeria, situato nella provincia di Boumerdès.

## Società
Dellys era in origine una città arabofona. Il dialetto di Dellys è di tipo pre-hilalico. Nel corso del periodo coloniale, in città si stabilì una cospicua comunità pied-noir, emigrata in Francia dopo l'indipendenza dell'Algeria. Nel corso del XX secolo arrivarono a Dellys numerosi immigrati berberi dalle regioni rurali del resto della Cabilia.